# Den vestjyske længdebane
Den vestjyske længdebane eller Esbjerg-Struer-banen er jernbanestrækningen Esbjerg-Varde-Skjern-Ringkøbing-Holstebro-Struer i Vestjylland. Banen blev indviet 1874-75. Nogle regner dog også Thybanen og Esbjerg-Tønder som dele af længdebanen.
Strækningen mellem Esbjerg og Skjern drives af Arriva, mens strækningen mellem Skjern og Holstebro drives af Midtjyske Jernbaner. Stykket mellem Holstebro og Struer trafikeres af Arriva og DSB's tog fra Vejle-Holstebro, som alle fortsætter til og fra Struer. Officielt er stykket mellem Holstebro og Struer dog stadig en del af den vestjyske længdebane, selv om Vejle-Struer har højere status (som regionalbane) og er mere trafikeret end Holstebro-Esbjerg-strækningen.
Banen ombygges til at bære tungere batteritog.

## Historie
Vedtagelsen af banen skete ved lov af 24. april 1868 sammen med Lunderskov-Esbjerg, Vendsysselbanen og Silkeborgbanen. Banen hænger nært sammen med bygningen af Esbjerg Havn, som blev vedtaget samme dato.[kilde mangler]
Den første strækning fra Esbjerg til Varde blev indviet den 3. oktober 1874 sammen med Lunderskov-Esbjerg. Året efter blev Holstebro-Ringkøbing indviet den 31. marts 1875, og strækningen Ringkøbing-Varde blev indviet den 8. august 1875.
Strækningen Struer-Holstebro blev åbnet den 1. november 1866 som en forlængelse af Langå-Struer-banen. Struer var dengang ladeplads for Holstebro, men udviklede sig først til en by efter jernbanens ankomst.
Broer og baneareal på strækningen Struer-Holstebro er forberedt for dobbeltspor, som dog aldrig er blevet realiseret. Der er reserveret plads til dobbeltspor i regionplanen fra Ringkjøbing Amt og kommuneplanerne for Struer og Holstebro.
I januar 2003 blev driften af strækningen overtaget af Arriva. 13. december 2020 overgik stykket mellem Skjern og Holstebro til Midtjyske Jernbaner, mens Arriva stadig driver resten.

## Strækningen
- Esbjerg Station (Es), forbindelse til Lunderskov-Esbjerg-banen
- Spangsbjerg Station (Esn), trinbræt
- Gjesing Station (Gje), trinbræt
- Guldager Station (Gu)
- Varde Kaserne T (Vka)
- Varde Station (Va), forbindelse til Varde-Nørre Nebel Jernbane og tidligere forbindelse til Varde-Grindsted Jernbane
- Arnbjerg Station (Am), trinbræt, nedlagt
- Varde Nord T (Vno)
- Sig Station (Is), nedrykket til trinbræt i 1970
- Tistrup Station (Tr)
- Gårde Station (Gå), nedrykket til trinbræt i 1970
- Ølgod Station (Øg)
- Skodsbøl Billetsalgssted (Skø), nedlagt i 1965
- Tarm Station (Ta), havde forbindelse til Nørre Nebel-Tarm Jernbane
- Skjern Station (Sj), forbindelse til Herning-Skjern-Skanderborg og tidligere forbindelse til Skjern-Videbæk-banen
- Dejbjerg Station (Db), nedrykket til trinbræt i 1963, nedlagt i 1969
- Lem Station (Lm)
- Velling Station (Vlg), nedlagt 1971
- Ringkøbing Station (Rj), havde tidligere forbindelse til Ringkøbing-Ørnhøj-Holstebro Jernbane
- Hee Station (He)
- Tim Station (Tm)
- Ulfborg Station (Uf)
- Vemb Station (Vem), forbindelse til Lemvigbanen
- Bur Station (Bu), fra 1970 trinbræt
- Naur Billetsalgssted (Nr), nedlagt
- Holstebro Station, forbindelse med Vejle-Holstebro-banen
- Hjerm Station (Hm), fjernstyret station
- Struer Station (Str), forbindelse til Thybanen og Langå-Struer-banen

Højeste hastighed er 100 km/t på det meste af strækningen, dog 120 km/t for Varde-Esbjerg og Holstebro-Struer.
Kilometertallene for strækningen regnes fra Lunderskov. Esbjerg er km 55,7, og Struer er km 202,1.